# Burmut
Burmut (turski burun nos, otu trava) naziv je za fini aromatski prah napravljen od duhanskog lišća koji se uvlači kroz nosnice šmrkanjem, koji se prvotno uživao u južnoj Americi u indijanskim plemenima, a poslije kolonizacije Južne Amerike od strane Portugala i Španjolske u Europi se ova praksa uživanja burmuta proširila preko Portugala u 16. stoljeću. U 20. stoljeću uživanje burmuta je skoro zamrlo.